# 마하라자디라자
마하라자디라자(산스크리트어: महाराजाधिराज)는 산스크리트어로 "마하라자(대왕) 중의 마하라자(대왕)"이라는 뜻을 지닌 용어로, 인도 문화권에서 사용되던 황제 칭호의 일종이다. 간혹 라자(왕) 중의 라자(왕)이라는 뜻의 라자디라자라는 칭호도 사용되기도 하였다.

## 역사
본래 인도 아대륙에서는 대왕에 해당하는 칭호인 마하라자가 굽타 왕국 같은 지역 패권국들에서 상급 군주 칭호로 사용되었지만, 시간이 지나며 지역 패권국의 여부와는 관계없이 여러 왕국의 군주들이 마하라자를 칭호로 채택하자 마하라자는 점차 대왕을 의미하는 칭호에서 단순히 왕을 의미하는 칭호로 위상이 낮아지며 마하라자보다 더 높고 독보적인 위상을 지닌 새로운 칭호의 필요성이 대두하였는데, 굽타 왕국을 굽타 제국으로 발전시킨 군주인 찬드라굽타 1세가 자신을 포함한 굽타 황제의 칭호로 마하라자디라자를 채택하면서 이 칭호를 최초로 사용하였으며, 이후 북인도 지역의 대표적인 황제 칭호 중 하나로 자리잡았다. 